# Wikelerbosk
Het Wikelerbosk (ook Van Coehoornbos(k)) is een bos van 11 hectare in Wijckel in de Nederlandse provincie Friesland.

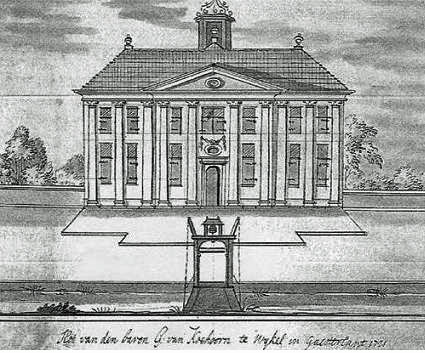
Meerenstein in 1721

Het Van Coehoornbos in Wijckel behoorde vroeger tot de buitenplaats Meerenstein, gebouwd in opdracht van de vestingbouwer Menno van Coehoorn. De nabij zijn woonplaats gelegen vestingstad Sloten is door Van Coehoorn gebouwd. Meerenstein is al lang geleden afgebroken, maar het, oorspronkelijk in Franse stijl aangelegde, bos is bewaard gebleven. Het strakke geometrische patroon is later doorbroken door elementen uit de Engelse landschapsstijl. Veel plantensoorten in het bos zijn oorspronkelijk in opdracht van de bewoners van Meerenstein geplant. Van deze zogenaamde stinsenflora komen de vingerhelmbloem, bosanemoon, halskraaganemoon, daslook, adderwortel en gewone vogelmelk in het bos voor.
Het bos is sinds 1949 eigendom van de Friese natuurorganisatie It Fryske Gea.
Balksterbos · 
Bremer wildernis ·
Elfbergen ·
Harichsterbos ·
Jolderenbos ·
Lycklamabos ·
Nijemirdumerheide ·
Oudemirdumer Klif ·
Rietpollen ·
Roekebos ·
Rijsterbos ·
Séfonsterpolder ·
Sondelerleien ·
Starnumanbossen ·
Steile Bank ·
Wijckelerhop ·
Wijde Rijn ·
Wikelerbosk ·
Wyldemerk ·
Het Zwin
Aeltsjemar
· De Alde Feanen
· Bakkeveense Duinen
· Bancopolder
· Bekhofschaans
· Bjirmen
· Blauhúster Puollen
· Bocht fan Molkwar
· Botmar
· Bouwepet
· Buismans Einekoai
· Bûtenfjild
· Van Coehoornbosk
· Delleboersterheide
· Diakonieveen
· Dobbe Stienser Aldlân
· Dobben Hurdegarypsterwarren
· Dunegeaster- en Follegeasterpolder
· Dyksfearten
· Eanjumerkolken
· Easterskar
· Einekoai Piaam
· Einekoaien Lytse Geast
· De Fluezen
· Grikelân en Turkije
· Grutte Wielen
· Heide Hulstreed
· De Hon
· Huitebuersterbûtenpolder
· Joodse begraafplaats Tacozijl
· Joodse begraafplaats Noordwolde
· Kapellepôle
· Ketelermar
· Ketliker Skar
· Kobbelân
· Lendebos
· Lindevallei
· Liphústerheide
· Makkumersúdmar
· Makkumerwaarden
· Mandefjild
· Martenastate
· Meulebos
· Meulereed
· Mokkebank
· Mûntsebuorsterpolder
· Noard-Fryslân Bûtendyks
· 't Oerd
· Ottema Wiersma reservaat
· Park Huize Olterterp
· Park Jongemastate
· Peazemerlannen
· Petgatten De Feanhoop
· Polders Koarnwert
· Ringwiel
· Rysterbosk
· De Ryp
· Schaopedobbe
· Séfonsterpolder
· Sippen-finnen
· Skiedingsboskje
· Slachtedyk
· Steile Bank
· Stokersdobbe
· Sudermarpolder
· Syp Set
· Taconisbosk
· Tsjongerwâlen
· Teroelster Sipen
· Unlân fan Jelsma
· Van Asperen einekoaien
· Warkumermar
· Warkumerwaard
· 't West
· Wilhelmina-oard
· Ychtenerfeanpolder
Aamsveen (gebiedsnummer 55)
· Abdij Lilbosch & voormalig Klooster Mariahoop (151)
· Abtskolk & De Putten (162)
· Achter de Voort, Agelerbroek & Voltherbroek (47)
· Arkemheen (56) 
· Bakkeveense Duinen (17)
· Bargerveen (33)
· Bekendelle (63)
· Bemelerberg & Schiepersberg (156)
· Bergvennen & Brecklenkampse Veld (46)
· Biesbosch (112)
· Binnenveld (voorheen Bennekomse Meent) (65)
· Boddenbroek (52)
· Het Bossche Broek (132)
· Boetelerveld (41)
· Boezems Kinderdijk (106)
· Borkeld (44)
· Boschhuizerbergen (144)
· Botshol (83)
· Brabantse Wal (128)
· Broekvelden, Vettenbroek & Polder Stein (104)
· Bruine Bank (168)
· Brunssummerheide (155)
· Bunder- en Elslooërbos (153)
· Buurserzand & Haaksbergerveen (53)
· Canisvlietse Kreek (125)
· Coepelduynen (96)
· De Bruuk (69)
· Deelen (14)
· De Alde Feanen (13)
· De Wilck (102)
· Deurnsche Peel & Mariapeel (139) 
· Dinkelland (49)
· Doggersbank (164)
· Donkse Laagten (107)
· Drents-Friese Wold & Leggelderveld (27)
· Drentsche Aa-gebied (25)
· Drouwenerzand (26)
· Duinen Ameland (5) 
· Duinen Den Helder-Callantsoog (84)
· Duinen en Lage Land Texel (2) 
· Duinen Goeree & Kwade Hoek (101) 
· Duinen Schiermonnikoog (6) 
· Duinen Terschelling (4) 
· Duinen Vlieland (3) 
· Dwingelderveld (30)
· Eemmeer & Gooimeer Zuidoever (77)
· Eilandspolder (89)
· Elperstroomgebied (28)
· Engbertsdijksvenen (40) 
· Fochteloërveen (23)
· Friese Front (166)
· Gelderse Poort (67)
· Geleenbeekdal (154)
· Geuldal (157)
· Grensmaas (152)
· Grevelingen (115)
· Groot Zandbrink (80)
· Groote Gat (124)
· Groote Peel (140) 
· Groote Wielen (9)
· Haringvliet (109)
· Holtingerveld (29)
· Hollands Diep (111)
· IJsselmeer (72)
· Ilperveld, Varkensland, Oostzanerveld & Twiske (92)
· Kampina & Oisterwijkse Vennen (133)
· Kempenland-West (135)
· Kennemerland-Zuid (88)
· Ketelmeer & Vossemeer (75)
· Klaverbank (165)
· Kolland en Overlangbroek (81)
· Kop van Schouwen (116)
· Korenburgerveen (61)
· Krammer-Volkerak (114)
· Kunderberg (158)
· Landgoederen Brummen (58)
· Landgoederen Oldenzaal (50)
· Langstraat (130)
· Lauwersmeer (8)
· Leekstermeergebied (19)
· Leenderbos, Groote Heide & De Plateaux (136)
· Lemselermaten (48)
· Lepelaarplassen (79)
· Leudal (147)
· Liefstinghsbroek (21)
· Lingegebied en Diefdijk Zuid (70)
· Loevestein, Pompveld & Kornsche Boezem (71)
· Lonnekermeer (51)
· Leemkuilen (131)
· Loonse en Drunense Duinen (131)
· Maasduinen (145)
· Maas bij Eijsden (167)
· Manteling van Walcheren (117)
· Mantingerbos (31)
· Mantingerzand (32)
· Markermeer & IJmeer (73)
· Markiezaat (127)
· Meijendel & Berkheide (97)
· Moerputten (132)
· Meinweg (149)
· Naardermeer (94)
· Nieuwkoopse Plassen & De Haeck (103)
· Noorbeemden & Hoogbos (161)
· Noordhollands Duinreservaat (87)
· Noordzeekustzone (7) 
· Norgerholt (22)
· Oeffelter Meent (141)
· Olde Maten & Veerslootslanden (37)
· Oostelijke Vechtplassen (95)
· Oosterschelde (118)
· Oostvaardersplassen (78)
· Oude Maas (108)
· Oudegaasterbrekken, Fluessen en omgeving (10)
· Oudeland van Strijen (110)
· Polder Westzaan (91)
· Polder Zeevang (93)
· Regte Heide & Riels Laag (134)
· Roerdal (150)
· Rottige Meenthe & Brandemeer (18)
· Sallandse Heuvelrug (42)
· Sarsven en De Banen (146)
· Savelsbos (160)
· Schoorlse Duinen (86)
· Sint-Jansberg (142)
· Sint Pietersberg & Jekerdal (159)
· Sneekermeergebied (12)
· Solleveld & Kapittelduinen (99)
· Springendal & Dal van de Mosbeek (45)
· Stelkampsveld (60)
· Strabrechtse Heide & Beuven (137)
· Swalmdal (148)
· Teeselinkven (59)
· Uiterwaarden IJssel (38)
· Uiterwaarden Lek (82)
· Uiterwaarden Neder-Rijn (66)
· Uiterwaarden Waal (68)
· Uiterwaarden Zwarte Water en Vecht (36)
· Ulvenhoutse Bos (129)
· Van Oordt's Mersken (15)
· Vecht- en Beneden-Reggegebied (39)
· Veerse Meer (119)
· Veluwe (57)
· Veluwerandmeren (76)
· Vlakte van de Raan 163)
· Vlijmens Ven (132)
· Vogelkreek (126)
· Voordelta (113) 
· Voornes Duin (100) 
· Waddenzee (1) 
· Weerribben (34)
· Weerter- en Budelerbergen & Ringselven (138)
· Westduinpark & Wapendal (98)
· Westerschelde & Saeftinghe (122)
· Wieden (35)
· Wierdense Veld (43)
· Wijnjeterper Schar (16)
· Willinks Weust (62)
· Witte en Zwarte Brekken (11)
· Witte Veen (54)
· Witterveld (24) 
· Wooldse Veen (64)
· Wormer- en Jisperveld & Kalverpolder (90)
· Yerseke en Kapelse Moer (121)
· Zeldersche Driessen (143)
· Zoommeer (120)
· Zouweboezem (105)
· Zuidlaardermeergebied (20)
· Zwanenwater & Pettemerduinen (85)
· Zwarte Meer (74)
· Zwin & Kievittepolder (123)